# Aspres-sur-Buëch
Aspres-sur-Buëch es una comuna francesa situada en el departamento de Altos Alpes, en la región de Provenza-Alpes-Costa Azul. Tiene una población estimada, en 2018, de 812 habitantes.

## Demografía
| 703 | 750 | 696 | 773 | 743 | 762 | 812 |
| Para los censos de 1962 a 1999 la población legal corresponde a la población sin duplicidades (Fuente: INSEE [Consultar]) |     |     |     |     |     |     |